# Nabarlek-Uran-Mine
Die Nabarlek-Uran-Mine befindet sich etwa 250 km östlich von Darwin und 62 km nordöstlich von Jabiru im Arnhemland im Northern Territory, Australien. Das Abbaugebiet liegt im Wassereinzugsgebiet des Buffalo und Coopers Ceek, die in den East Alligator River münden. Entdeckt wurde das Uran-Vorkommen im Jahr 1970 von der Queensland Mines Pty Ltd (QML), beendet wurde der Abbau 1989 und das Bergwerk in den Jahren 1994/1995 stillgelegt.

## Politik
Der Uranabbau bei der Anti-Atomkraft-Bewegung in Australien und der Bevölkerung ist umstritten. 1978 erlaubte der australische Premierminister Malcolm Fraser von der konservativen Liberal Party den Uranabbau in Nabarlek. Die australische Politik des Uranabbaus und -exports war in Australien Veränderungen unterworfen. Ab 1983 wurde die sogenannte Drei-Minen-Politik (Tree-Mine-Policy) nach einem Regierungswechsel zur Australian Labor Party mit den drei Uranbergwerken Nabarlek, Ranger-Uran-Mine und Olympic Dam verfolgt. Ein erneuter Politikwechsel erfolgte nach der Nationalwahl im März 1996, danach wurden die Möglichkeit ausländischer Konzerne zum Eigentumserwerb von Uranminen in Australien erleichtert.

## Aborigines
Die Uranmine liegt in einem Gebiet der Kunwinjku-Aborigines, auf dem sich Gabo-Djang, das Green Ant Dreaming (die Traumzeit der grünen Ameise) befindet. Die Aborigines nehmen an, dass der Bergbau die Eier der grünen Ameise zerstört und diese freisetzt, die dann die Erde auffressen. 
Während eines laufenden Antragsverfahrens zur Anerkennung der traditionellen Landrechte durch die Aborigines, einem Native Title, nahm die QML im Juni 1970 Bohrungen ohne entsprechende Genehmigungen vor. Daraufhin beklagten sich die Aborigines bei den zuständigen Stellen im Jahr 1972. Die QML bot den Aborigines den Kauf des Geländes 1970 für AUD $5.000 und im Februar 1974 für AUD $3 Millionen an. Nach diesem Angebot entwickelte die QML eine große Medienkampagne. Im August 1976 erklärte das Oenpelli Tribal Council: „If Oenpelli had the power to make the final decision, it would oppose mining.“ (Deutsch: „Wenn Oenpelli die Macht zu einer letzten Entscheidung hätte, würde sie den Bergbau unterbinden.“)

## Abbau und Belastungen der Biosphäre
Trotz des langanhaltenden und entschiedenen Widerstands der Aborigines erhielt die QML 1978 die Abbaugenehmigung durch die Regierung. Das Bergwerk nahm bereits nach 149 Tagen vorbereitender Arbeiten 1979 den Abbau auf. Das Nabarlek-Uranvorkommen ist relativ klein, 10.858 to Uranoxide wurden in 10 Jahren Abbau gewonnen. 
Das Erz dieses Vorkommens ist stark radioaktiv und die Arbeiter mussten Schutzkleidung tragen und konnten sich an einigen Abbaustellen nicht mehr als eine Stunde pro Woche aufhalten um die maximal zulässige Dosis nicht zu überschreiten. Im August 1980 weigerte sich die Waterside Workers Federation of Australia und im März 1981 die Seaman Union of Australia den Nabarlek-Yellowcake zu transportieren. Im gleichen Monat kam es zu einem Zwischenfall mit radioaktivem Wasseraustritt, der das Gelände und das Wasserabfluss kontaminierte. Dieser Vorfall kam erst einige Monate später an die Öffentlichkeit.
In den Jahren 1994/1995 wurde die Mine stillgelegt und das Gelände wiederhergestellt. In einer Verlautbarung der Regierung wurde geäußert: „It is still believed to be a unique occurrence of uranium mining in the world.“ (Deutsch: „Es wird trotzallem geglaubt, dass es sich um eine einzigartig sichere Uranmine der Welt handelt.“) Im frühen 2008 kaufte die Uranium Equities Limited (UEL) die QML auf und entwickelte Pläne für eine weitere Ausbeutung, führte weitere Rehabilitationsarbeiten an der Fläche durch und erhielt nach Einreichung eines neuen Bergwerkplans eine weitere Abbaugenehmigung am 28. Mai 2008.